# Beniamin (arcybiskup Cypru)
Beniamin – zwierzchnik Cypryjskiego Kościoła Prawosławnego w latach 1600–1606.

## Życiorys
Jego wybór na arcybiskupa Cypru nie został uznany przez tureckie władze wyspy. Mimo to Beniamin łączył działalność religijną z występowaniem w obronie praw prawosławnej społeczności Cypru przed jej tureckimi zarządcami. Nawiązał również potajemne kontakty z księciem sabaudzkim Karolem Emanuelem I, prosząc go o wyzwolenie Cypru spod władzy tureckiej. Rozmowy te zostały przerwane w 1606, gdy Beniamin zrezygnował z urzędu arcybiskupiego, i podjęte ponownie przez jego następcę Chrystodulosa I; nie przyniosły jednak oczekiwanych przez cypryjskich hierarchów rezultatów.